# Рижское городское право
Рижское городское право — система городского права, действовавшая в Риге на протяжении нескольких веков. Во многом она базировалась на правовых системах других европейских городов.

## Общие сведения
Часто под интегральным понятием «Городское право» понимают систему феодального права в средневековых европейских городах. В первую очередь городское право регулировало систему управления конкретным городом в средневековую эпоху, принципы функционирования органов городской власти (рат, магистрат), правила ведения торговли, судебную систему, права господствующих сословий и вообще — сословную иерархию городских жителей. Городское право складывалось постепенно, на протяжении XII—XIII веков, пока не приобрело форму устойчивого правового канона. Во многом на процесс формирования правовой системы в городах повлияло стремление среднего городского сословия (ремесленников) ослабить свою многоуровневую зависимость от феодальных сеньоров (в Риге, например, таковыми являлись Орден меченосцев (позднее преобразовавшийся в Ливонский орден) и архиепископ). Дополнительным поводом к переходу на новую систему городского права послужило намерение горожан (бюргерского сословия) избавиться от действия старых феодальных законов, которые существенно препятствовали развитию новых товарно-денежных отношений (главным образом это касалось таких непопулярных архаичных норм феодального канона, как береговое право, принцип судебных поединков, испытание калёным железом, штапельное право в пользу феодала и т. д. — см. также Альбертова привилегия).
Параллельно с функционировавшими системами феодального права, развивалась система правовой взаимосвязи между городами, построенная на принципе материнско-дочерних отношений. Краеугольным камнем этой системы являлась привилегия того или иного города на обладание правовым старшинством (город-мать), который распространял свою правовую систему на город-дочь. На территории средневековой Германии право городского старшинства традиционно принадлежало Магдебургу и Любеку, которые, в свою очередь, распространяли действие своих законов на дочерние города. Таким образом, юридическая система целого ряда немецких городов имела в своей основе магдебургское либо любекское право.

## Рига
Сперва на развитии Риги существенное влияние оказало готландское право (право Висбю); оно являлось первой правовой системой, на которое опирались рижане в организации торговых отношений, в ведении суда, в порядке управления городом. Далее по значимости и по критерию очерёдности заимствования следовали право Гамбурга, Магдебурга, частично Любека. Готландское право было официально присвоено купцам, торговавшим в Риге, но чья торговая фактория находилась на территории острова в 1211 году. Полтора десятилетия привилегиями этой правовой системы могли пользоваться только иноземные купцы, бывавшие в Риге наездами, а в 1225 году возможностью применять правовые нормы Висбю получили рижане. Два года (1226—1228 годы) складывалось самостоятельное Висбю-Рижское право. Готландское право считается исторически первым правовым статутом Риги. Готландское право освобождало рижан от берегового права, условий «божьего суда», многих пошлин, значение которых устарело. Был отменён долгое время действовавший запрет на избрание рижанами собственного судьи (фогта), представителя Риги и защитника интересов рижан перед феодальными правителями. Однако судью должен был утверждать епископ (тогда епископ Альберт). Право неоднократно дополнялось, правда, не подвергалось существенным изменениям вплоть до 80-х годов XIII века, когда Рига стала членом Ганзы, в связи с чем она перешла на правовую систему Гамбурга. Таким образом, к началу XIV века начало складываться особое гамбургско-рижское право, которое представляло собой несколько видоизменённое гамбургское с учётом специфики Риги как города.
В 1582 году магдебургское право было заимствовано Динабургом, в 1670 году — Якобштадтом. Ревель с 1237 по 1248 год заимствовал основные принципы рижского права, что даёт право причислить его к городам — дочерям Риги.

## Рижские статуты

### Первые четыре свода рижских статутов
Для Риги особую важность представляли своды законов, которые в XIII веке были оформлены под названием Рижских статутов. Всего их шесть, все они составлены в целях упрочения привилегированного положения представителей сформировавшегося в первой четверти XIII века рижского патрициата. Первые рижские статуты были составлены с опорой на право Висбю. Вторые получили обозначение Рижско-Таллинских статутов, они были составлены по просьбе ревельских купцов и отправлены в Ревель в 1227—1238 годах. Кодификация этого права имела хождение в Риге параллельно с правом Висбю, иногда в спорных противоречивых случаях дополняя и подтверждая его. Третьи статуты носят название Рижско-Хаапсальских, поскольку были обработаны и кодифицированы Ригой для эстляндского города Гапсаля, который получил статус города-дочери Риги. Четвёртые статуты были оформлены после адаптацией рижанами гамбургского ганзейского права, они сохранились в пяти рукописных вариантах. Старейшая из этих рукописей датируется XIV веком. Статут написан на нижненемецком языке, разбит на 11 разделов и состоит из 169 страниц. Издание рукописи было осуществлено уже позднее, под влиянием возросшего интереса к образцам рижской древности в 1756 году. В то же время независимо от гамбургского правового источника имели хождение рижско-гапсальские статуты, которые нередко вступали в противоречие с основными нормами первого. При этом гамбургское право часто оценивалось рижскими бюргерами как вспомогательное, что предопределило стремление к упорядочиванию имеющихся законов и созданию нового рижского статута во избежание разночтений.

### Переработанные рижские статуты
В первой четверти XIV века были обобщены, проанализированы и переработаны основные правовые источники, на которые опиралась Рига в судопроизводстве и управлении. Отрегулированные правовые нормы получили название Переработанных городских статутов. Основными нормами для них послужили: фрагменты Гамбургского права, отдельные пункты Рижско-Гапсальских юридических норм, некоторые постановления Любекского права, целый ряд правовых установок немецкой торговой общины Новгорода, города-тесного партнёра Ганзейского союза, законодательные акты Рижского рата, городское регулярное право и некоторые другие правовые источники, пользовавшиеся авторитетом у рижских бюргеров. Правовые постановления немецких купцов, проживавших на торговом подворье в Новгороде, были сформированы в 1290—1293 годах, некоторые из них вошли в переработанную правовую систему Риги. Основной свод поделен на разделы (их 11), в них содержатся 175 статей с описанием конкретной правовой нормы и вариантов её применения. В частности, в них содержится информация о принципах ведения городского хозяйства ратманами, о возможностях применения обязательственного права, о судебной системе, о порядке ведения судебного процесса, привлечения свидетелей (приводится описания правовых установок, регламентирующих отношение к свидетелям), комплексно рассматриваются принципы наследования имущества, разбираются основные нормы семейного, наследственного и уголовного права, права судоходства и т. д. В Риге найдено 16 рукописных вариантов. Самый первый был обнаружен в архивных подвальных хранилищах Рижского магистрата в 1780 году. Он написан на 62 пергаментных листах, по некоторым данным, приблизительно в первые десять лет XIV века, что даёт ему право считаться одним из старейших. Нормы Переработанных рижских статутов были опубликованы в 1773 году.

### Реформирование статутов в поздний период
Известно, что Рижский рат руководствовался нормами, опубликованными в Переработанных рижских статутах вплоть до последней четверти XVII века, однако уже во времена существования Задвинского герцогства в систему правовых норм по распоряжению новой краевой администрации были введены определённые коррективы. Городской рат дополнил перечень законодательных постановлений новыми принципиально значимыми для ведения судебных дел актами: положением о присяжных поверенных, которое было введено 15 августа 1578 года; Законом о судебном процессе, который был сформулирован 15 декабря 1581 года, и Законом об опеке, увидевшим свет 1 ноября 1591 года.
Следующая полномасштабная ревизия городских статутов состоялась в период владычества шведской администрации. Рижскими ратманами был составлен проект реорганизации системы городских правовых норм; первый вариант проекта был предложен в 1653 году — он состоял из пяти разделов. У истоков этого проекта стояли член Рижского рата Иоганн Мейер и вице-синдиком (должность в средневековых городах, аналогичная заместителю юрисконсульта) верховного органа городской власти Иоганном Флигелем (1603—1662), который успешно совмещал юридическую деятельность с активными литературными изысканиями. Спецификой нового проекта городского права была ярко выраженная ориентированность на ключевые нормативные положения римского муниципального права. Разработчики статутов Мейер и Флигель предполагали обращение к инструментам римского права практически во всех случаях судопроизводства. Тем не менее шведское правительство, которому принадлежало последнее слово в этом вопросе, предпочло отклонить предложенный рижскими юристами проект в начале 1660-х годов именно из-за казавшейся консервативности.
В 1662 году шведская губернская администрация передала Рижскому рату просьбу-требование ускорить процесс разработки более современных городских правил. Для этих целей по решению рата была учреждена Специальная комиссия, которая работала над новым проектом рижского права около 11 лет, и в конце концов в 1673 году длительная кропотливая и скрупулёзная работа членов комиссии была завершена. Новый переработанный свод городских нормативных актов в этом же году получил название «Статуты и права города Риги». Удивительно то, что этот проект также был решительно отклонён шведскими органами верховной власти, однако документально известно, что с 1680 года рижские суды стали на практике применять основные законодательные нормы нового свода законов, фактически проигнорировав точку зрения представителей королевской администрации. Администрация, естественно, обиделась и подала категорический протест по поводу свершившегося самоуправства в Стокгольмский апелляционный суд, который после нескольких актов судебного разбирательства всё же принял сторону Рижского рата и выдал официальное разрешение на «независимое» судопроизводство, признав сложившуюся в Риге судебную практику. Следовательно, именно второй вариант правовых норм, разработанный в 1673 году по итогам многолетнего труда Специальной комиссии, стал последними, шестыми Рижскими статутами. По существу, шестые статуты представляют собой творческое смешение Переработанных (пятых) городских правил и отдельных базовых пунктов проекта Мейера-Флигеля, отклонённых шведским правительством в первый раз.
Эти статуты были впервые в истории опубликованы в том же 1780 году, в период, когда у рижан сформировался интерес к старинным документам и истории родного города в контексте эпохи Просвещения. Статуты состояли из 386 статей, которые были распределены авторами по шести разделам. Первый раздел определял структуру и ограничивал сферу компетенции Рижского рата. Второй раздел был посвящён судоустройству и был направлен на строгую регламентацию судебного процесса. В Третьем и Четвёртом разделах были приведены ключевые пункты гражданского права. Основным содержанием Пятого раздела были пункты морского и вексельного права, а Шестой раздел содержал в себе разработки по уголовному праву.

### Новая система права в новейший период
Этот свод правил потерял практическое значение к середине XIX века, когда по решению российской губернской администрации были составлены новые пункты правового уложения: нормы старого городского права были частично адаптированы и включены в «Свод местных узаконений губерний остзейских». Первое и второе издание нового свода были опубликованы в 1845 году. Третье издание свода губернских законодательных актов, отредактированный и дополненный русскими и остзейскими правоведами, благополучно увидело свет в 1864 году. Этот кодекс определял основные правовые принципы судоходства, что явилось определённой инновацией для края. Свод, в котором были сконцентрированы основные публично-правовые нормы для рижан, действовал до вступления в силу реформы городового положения 1871 года — в Риге она начала действовать в 1877 году. Окончательно публично-правовые нормы «Свода местных узаконений» перестал действовать в 1889 году — после того, как в Прибалтийских губерниях Российской империи вступила в силу долгожданная Судебная реформа. Гражданско-правовые нормы «Свода местных узаконений» утратили свою актуальность после оккупации Риги кайзеровскими войсками (август — сентябрь 1917 года) и последовавшей вскоре Октябрьской революции. На некоторые пункты имперского гражданско-правового кодекса 1845—1864 года ещё ссылались судьи Латвийской республики межвоенного периода до тех пор, пока с 1 января 1938 года не вступил в силу новый универсальный Городской закон, работа над которым началась по распоряжению Карлиса Ульманиса.

## Другие источники
Помимо рижских статутов важную роль в формировании системы рижского городского права играли пункты Смоленского договора, заключённого в 1229 году между представителями епископа Альберта, феодального сеньора ливонской столицы (сам Альберт фон Буксгевден скончался за короткое время до подписания договора на территории Риги) и послами князя Смоленского Мстислава-Фёдора Давыдовича, которые объективированы в историческом документе как «лучший поп Еремей и умный муж Пантелей». Также при заключении договора присутствовали купцы из Любека, Гамбурга, Зоста, Готланда, Бремена, Гронингена и Дортмунда, которые также принимали активное участие в обсуждении пунктов торгового сотрудничества между сторонами. Отдельные привилегии по итогам соглашения также получили торговцы из Витебска и Полоцка, присутствовавшие при заключении Смоленского договора. Одним из наиболее существенных достижений этого экономически обоюдовыгодного соглашения, получившего альтернативное наименование «Мстиславова правда», было право беспрепятственного и беспошлинного ведения торговли по Западной Двине для русских купцов. Также в «Правде» были регламентированы нормы «интернационального» торгового уголовного права, в которых давалось краткое описание преступления и наказания, которое полагалось провинившемуся.
Также среди источников городского права были многочисленные указы и распоряжения, издаваемые Рижским ратом, так называемые бюргерские речи (обязательные правила, принятые на регулярных собраниях полноправных горожан), которые определяли в том числе и принципы «бюргерского кормления» (монопольное право рижских бюргеров на изготовление и реализацию определённых напитков, товаров и цеховой продукции).
Совокупность актов рижского городского права неоднократно подвергалась корректировке в период с шестнадцатый по восемнадцатый век в связи с предоставлением рижанам всевозможных «привилегий»; фактически каждый новый сюзерен передавал рижанам условия («кондиции»), на которые он собирается опираться при осуществлении своих властных полномочий. Из таких можно отметить свод привилегий, изданный для Риги 16 января 1581 года королём Речи Посполитой Стефаном Баторием — они были несколько подкорректированы и расширены 14 января 1582 года. После принятия рижанами условий капитуляции представители шведского короля («Льва севера») Густава II Адольфа вручили ратманам и бюргерам аккордные кондиции, которые в истории обрели название «Привилегий Густава II Адольфа» — они были ратифицированы 25 сентября 1625 года. Пётр I дал рижским бюргерам «Аккордные пункты», поставив свою подпись на присланном ему документе документе 12 октября 1710 года — эти пункты были разработаны в процессе совещания между Видземским рыцарством и ратом, с одной стороны, и представителями российского армейского командования (Аникита Иванович Репнин, Борис Петрович Шереметев), с другой; предварительная договорённость по поводу «Пунктов согласия» была достигнута 4 июля 1710 года.